# Stella Fidelseid
Stella Fidelseid lub też Stefania Fidelseid, Stefania Świeca, Stefania Milenbach (ur. 1919, zm. 2001 w São Paulo) – polski biolog pochodzenia żydowskiego, autorka wspomnień z czasów powstania w getcie warszawskim.

## Życiorys
Podczas okupacji niemieckiej w trakcie II wojny światowej znalazła się w getcie warszawskim. W 1940 poślubiła Salomona Świecę, lekarza Żydowskiego Pogotowia Ratunkowego, którego poznała w Żydowskim Szpitalu Zakaźnym „Czyste”, gdzie będąc absolwentką biologii, pracowała jako laborantka. Mieszkali na parterze kamienicy przy ul. Wołyńskiej 6. Podczas wielkiej akcji deportacyjnej w getcie warszawskim z lata 1942 roku do obozu zagłady w Treblince zostali deportowani jej rodzice i młodsza siostra. 
Po wybuchu powstania w getcie warszawskim w kwietniu 1943 roku schroniła się w bunkrze przy ul. Wołyńskiej 6. Jej mąż, Salomon Świeca został natomiast zabrany przez Niemców bezpośrednio z ambulatorium i wywieziony do obozu na Majdanku, gdzie popełnił samobójstwo poprzez zażycie trucizny. Prawdopodobnie na przełomie maja i czerwca przeniosła się wraz z częścią  współtowarzyszy do bunkra przy ul. Wołyńskiej 11. W listopadzie 1943 urodziła syna, który zmarł po kilku dniach z głodu. Getto opuściła w grudniu 1943. Pomocy udzieliła jej po stronie aryjskiej Michalina Poncyliusz. Po powstaniu warszawskim ukrywała się w Milanówku gdzie zastał ją koniec wojny.
Po wojnie zamieszkała w Łodzi i podjęła studia w Wyższej Szkole Filmowej w Łodzi. W jej etiudzie filmowej pt. Rafał z lasu z 1949 roku, której była reżyserką, wystąpiła Ryszarda Hanin. Współpracowała także przy produkcji Ulicy Granicznej w reż. Aleksandra Forda. Ze studiów została usunięta na krótko przed obroną pracy dyplomowej (przyczyniły się do tego jej plany wyjazdu do Izraela). W 1950 wyjechała do Izraela, gdzie pracowała jako laborantka. Poznała wówczas także swojego późniejszego męża Mordkę Milenbacha z którym wyjechała w 1956 do Brazylii. Mieszkali w São Paulo, gdzie urodziła się ich córka Anette. Jej mąż zmarł w 1998, zaś ona sama zmarła w 2001.

## Wspomnienia i upamiętnienie
W l947–1948 na łamach Naszego Słowa ukazały się wspomnienia Stelli Fidelseid pt. Pozostałam w gruzach... (moje przeżycia po likwidacji getta warszawskiego – kwiecień-grudzień 1943). Pamiętnik Stelli Fidelseid znajduje się w zbiorach Archiwum Żydowskiego Instytutu Historycznego im. Emanuela Ringelbluma. 30 kwietnia 1997 został zarejestrowany wywiad ze Stellą Fidelseid w ramach USC Shoah Foundation Visual History Archive.
W 2023 została jedną z bohaterek prezentowanej w Muzeum Historii Żydów Polskich Polin, wystawy pt. „Wokół nas morze ognia. Losy żydowskich cywilów podczas powstania w getcie warszawskim”. W ramach obchodów 80 rocznicy powstania w getcie warszawskim, Stella Fidelseid został również upamiętniona instalacją symbolicznie znajdującą się w miejscu, gdzie ukrywała się w trakcie powstania. Instalacja powstała z inicjatywy Muzeum Historii Żydów Polskich Polin i SENNA kolektyw.